# Terremoto de Mendoza de 1985
El terremoto se produjo a las 00:06 horas del sábado 26 de enero. Tuvo su epicentro en el límite entre Argentina y Chile, frente al Cordón del Plata, precisamente en la frontera de Tupungato, provincia de Mendoza. Con una magnitud Mw = 6,2 y una duraciónde 60 segundos, el sismo alcanzó una intensidad máxima de VIII en la escala de Mercalli y su epicentro se ubicó a una profundidad de entre 9 y 10 kilómetros.
Seis personas murieron, 200 resultaron heridas y más de 1200 viviendas quedaron destruidas por el movimiento sísmico ya que el 90 % de la infraestructura de la mayoría de estas viviendas era de adobe. El evento causó daños considerables en todo el Gran Mendoza. Uno de los departamentos más afectados fue Godoy Cruz. Allí se produjo el derrumbe del viejo Hospital del Carmen. Guaymallén y Las Heras también sufrieron mucho las consecuencias del terremoto.

## Consecuencias
Desde un punto de vista ingenieril fue una esperada prueba del entonces en vigencia Código de Construcciones Antisísmicas de 1970. Pero el terremoto ocasionó daños en edificios construidos de acuerdo al mencionado código y también continuó demoliendo construcciones de tierra. Desde un punto de vista operativo, se afectaron instituciones de salud perdiéndose disponibilidad de camas, área que debiera haber soportado este tipo de evento sísmico sin mayores inconvenientes. 
Los efectos de este terremoto, que no alcanzó la magnitud máxima esperada, alertó sobre la necesidad de actualizar nuevamente los códigos. El resultado fue un nuevo reglamento de construcciones sismorresistentes, Decreto 4.235/ 1987, que si bien cuenta ya con una antigüedad de más de 20 años, todavía existe reticencia en aplicarlo en algún municipio. 
Además Mendoza cuenta con el único reglamento del país para los estudios de suelo (Decreto 3.614/1987) y para la evaluación de las construcciones existentes para ampliar, refaccionar o rehabilitar edificios. 
Mendoza es la única provincia que ha adoptado los reglamentos de seguridad en las construcciones de mayor actualidad (Decreto 3525/2007).
La administración del entonces Gobernador Santiago Llaver, debió encarar un ambicioso plan de reconstrucción de viviendas para los damnificados, escuelas y hospitales.